# 국민통합대연합
국민통합대연합(國民統合大聯合, Gran Alianza Nacional)은 2002년에 창당된 과테말라의 중도 우익 성향 선거 연합 정당이다.
2002년 8월 30일을 기하여 첫 창당되었으며 1년 후 2003년 11월 9일 과테말라 대선에서 전국대연합당은 표의 24.3%를 확보해 의회 158석에서 47석을 차지했다. 당의 대통령 후보인 오스카 베거 페르도모는 같은 날 34.3%를 확보하고 2차 투표에서 54.1%를 확보해 대통령으로 선출되었다.
이 연합은 다음의 정당으로 이루어져있다.
- 애국당 (과테말라) (Partido Patriota) (PP)
- 개혁당 (과테말라) (Movimiento Reformador) (MR)
- 과테말라 전국연대당 (Partido Solidaridad Nacional) (PSN)